# Cinefórum

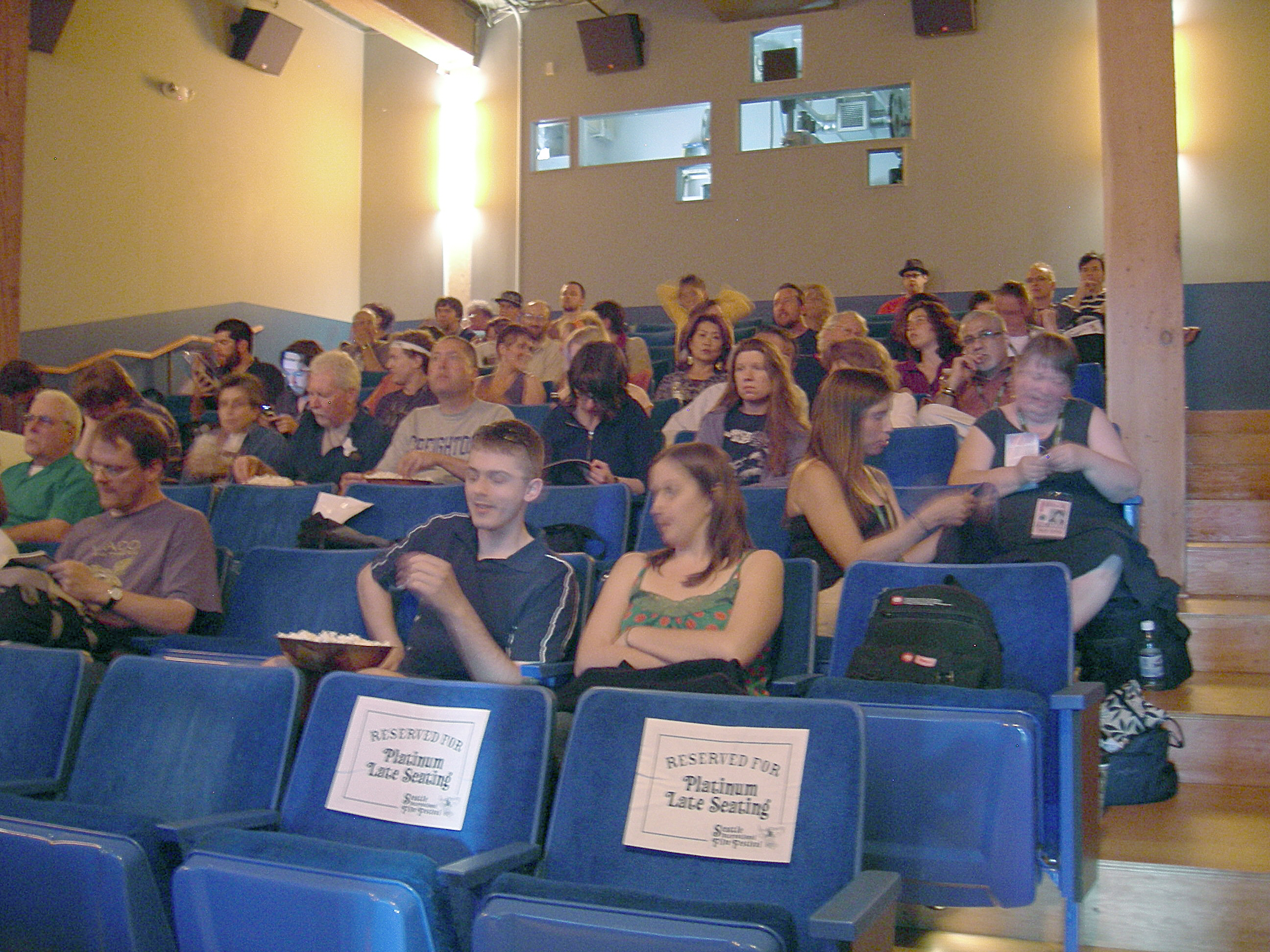
Cinefórum celebrado durante la edición de 2007 del Festival Internacional de Cine de Seattle.

Un cinefórum o cine-debate es un evento que incluye la proyección de uno o más filmes seguida de una discusión o debate entre los asistentes sobre distintos aspectos de la o las películas. Los cineforums suelen ser empleados con fines educativos para abordar junto a estudiantes temáticas específicas tratadas en la película seleccionada y desarrollar habilidades de análisis fílmico y debate.
Entre las actividades que pueden darse luego de la presentación de la película se encuentran: debates bajo la dirección de un moderador, exposiciones orales sobre temáticas de la cinta por parte de un presentador, análisis en base a preguntas preparadas por educadores.